# Leptataspis lydia
Leptataspis lydia är en insektsart som först beskrevs av Carl Stål 1865.  Leptataspis lydia ingår i släktet Leptataspis och familjen spottstritar. Inga underarter finns listade i Catalogue of Life.